# Len Lesser
Leonard King "Len" Lesser (Bronx, 3 de dezembro de 1922 – Burbank, 16 de fevereiro de 2011) foi um ator estadunidense.
Atuou em "Seinfeld", "Papillon", "Everybody Loves Raymond" e "Castle", entre outros trabalhos.